# Chlorita multinervia
Chlorita multinervia är en insektsart som beskrevs av Vidano 1964. Chlorita multinervia ingår i släktet Chlorita och familjen dvärgstritar. Inga underarter finns listade i Catalogue of Life.